# WASP-14b
WASP-14b는 2008년 발견된 외계 행성이다.

## 물리적 특성
이 행성은 지금까지 발견된 외계 행성들 중 가장 밀도가 높다. 포트니의 모형을 이용할 경우 이 행성의 반지름 값은 목성의 1.259배이다.

## 자전
2008년 8월 기준으로 조시는 논문을 통해 로시터-맥래플린 효과를 응용하여 WASP-14b의 궤도경사각을 계산했는데, 그 값은 −14 ± 17도였다. b의 궤도는 행성계의 나이에 비해 이심률이 매우 큰데, 여기서 발견되지 않은 또다른 행성의 중력이 b에 영향을 끼치고 있다고 생각된다.